# Bhageerathi Amma
Pour les articles homonymes, voir Amma.
Bhageerathi Amma, née vers 1914 et morte le 22 juillet 2021, est une femme indienne vivant à Kollam au Kerala. Elle attire l'attention nationale lorsqu'elle reprend ses études à l'âge de 105 ans. Elle reçoit, en mars 2019, la plus haute récompense pour les femmes en Inde, le prix Nari Shakti Puraskar (en français : Prix du pouvoir des femmes), des mains du président indien, Ram Nath Kovind et Narendra Modi, Premier ministre de l'Inde l'a félicitée.

## Biographie
Bhageerathi Amma est née vers 1914 et vit à Prakkulam (en) dans le district de Kollam au Kerala. Sa mère est morte en couches et Amma a pris soin de ses jeunes frères et sœurs. Après s'être mariée, son mari est décédé dans les années 1930 et elle a dû élever seule ses enfants. Amma aurait 5 ou 6 enfants, 13 ou 16 petits-enfants et 12 arrière-petits-enfants.
À l'âge de 105 ans, Amma décide de poursuivre ses études et passe des examens en mathématiques, en langue malayalam et en sciences de l'environnement. En raison de son âge, la mission d'alphabétisation du Kerala lui a permis de passer les examens chez elle pendant trois jours. Elle obtient 205 points sur 275 et est reconnue comme la personne la plus âgée à passer les examens d'équivalence.
Elle meurt le 22 juillet 2021 à l'âge de 107 ans.

## Prix et reconnaissance
Amma est annoncée lauréate du prix Nari Shakti Puraskar de 2019. Le Premier ministre Narendra Modi l'a particulièrement félicitée en déclarant que « si nous souhaitons progresser dans la vie, nous devons nous développer nous-mêmes, si nous souhaitons réaliser quelque chose dans la vie, la première condition préalable pour cela est que l'étudiant en nous ne doit jamais mourir ».
Amma n'a pas pu assister à la cérémonie de remise du prix pour des raisons de santé, mais elle a reçu peu après une pension rétroactive de 1 500 roupies par mois. Auparavant, elle n'avait pas pu donner ses informations biométriques pour obtenir un Aadhaar afin de la recevoir, mais une banque nationalisée l'a aidée à remplir les conditions requises.

### Note
- (en) Cet article est partiellement ou en totalité issu de l’article de Wikipédia en anglais intitulé « Bhageerathi Amma » (voir la liste des auteurs).